# Perniciös anemi
Perniciös anemi är en form av blodbrist som uppstår på grund av vitamin B12-brist oftast till följd av atrofi av magslemhinnan så att kroppen inte tillverkar glykoproteinet intrinsic factor (IF). Sjukdomen har ofta autoimmun orsak. Hos barn förekommer en speciell form av perniciös anemi som orsakas av en isolerad brist på IF.

## Symtom
Sjukdomen har ett smygande förlopp och upptäcks ofta inte förrän anemin är långt framskriden, då kroppen har haft tid på sig för successiv anpassning. Det är därför den anemi, som kan orsaka lägst hemoglobinhalter, till och med lägre halt än 20 g/L blod utan att patienten själv egentligen uppmärksammar tillståndet.
Sjukdomen drabbar sällan personer under 40 års ålder och den upptäcks ofta i förbigående vid vanlig blodprovstagning på grund av lågt hemoglobinvärde med samtidigt stora röda blodkroppar, så kallad megaloblastanemi.
I de fall den sjuke har symtom som den söker för är det ofta trött- och orkeslöshet samt andfåddhet även vid lätt ansträngning eller ibland kärlkramp beroende på att vävnader inte får tillräckligt med syre medan personen i övrigt är ganska opåverkad, trots att hemoglobinhalten är 80-50 g/L eller ofta lägre. Huden kan vara lätt gulblek på grund av lätt ikterus. Symtom från mag- tarmkanalen kan vara tungsveda, illamående och ibland även diarré. Viktminskning förekommer men feber och blödningssymtom är ovanligt.
Neurologiska komplikationer kan uppträda med känselbortfall i händer och fötter, nedsatt vibrationssinne, muskelsvaghet och svaga reflexer. Karaktäristiskt är beskrivningen av känselbortfall i form av det känns som en "handske" eller "socka" på händerna eller fötterna liksom upplevelsen av att gå på "kuddar". I svårare fall kan centralnervösa eller neuropsykiatriska komplikationer uppträda.

## Behandling
Behandlingen med vitamin B12 måste pågå hela livet, inledningsvis vanligen som injektion men kan senare ofta ersättas med tabletter. Prognosen vid behandlad perniciös anemi är god.